# Liste der sächsischen Gesandten in Bayern
Dies ist eine Liste der sächsischen Gesandten im Kurfürstentum, Königreich, Volksstaat und Freistaat Bayern.

## Gesandte
1676: Aufnahme diplomatischer Beziehungen

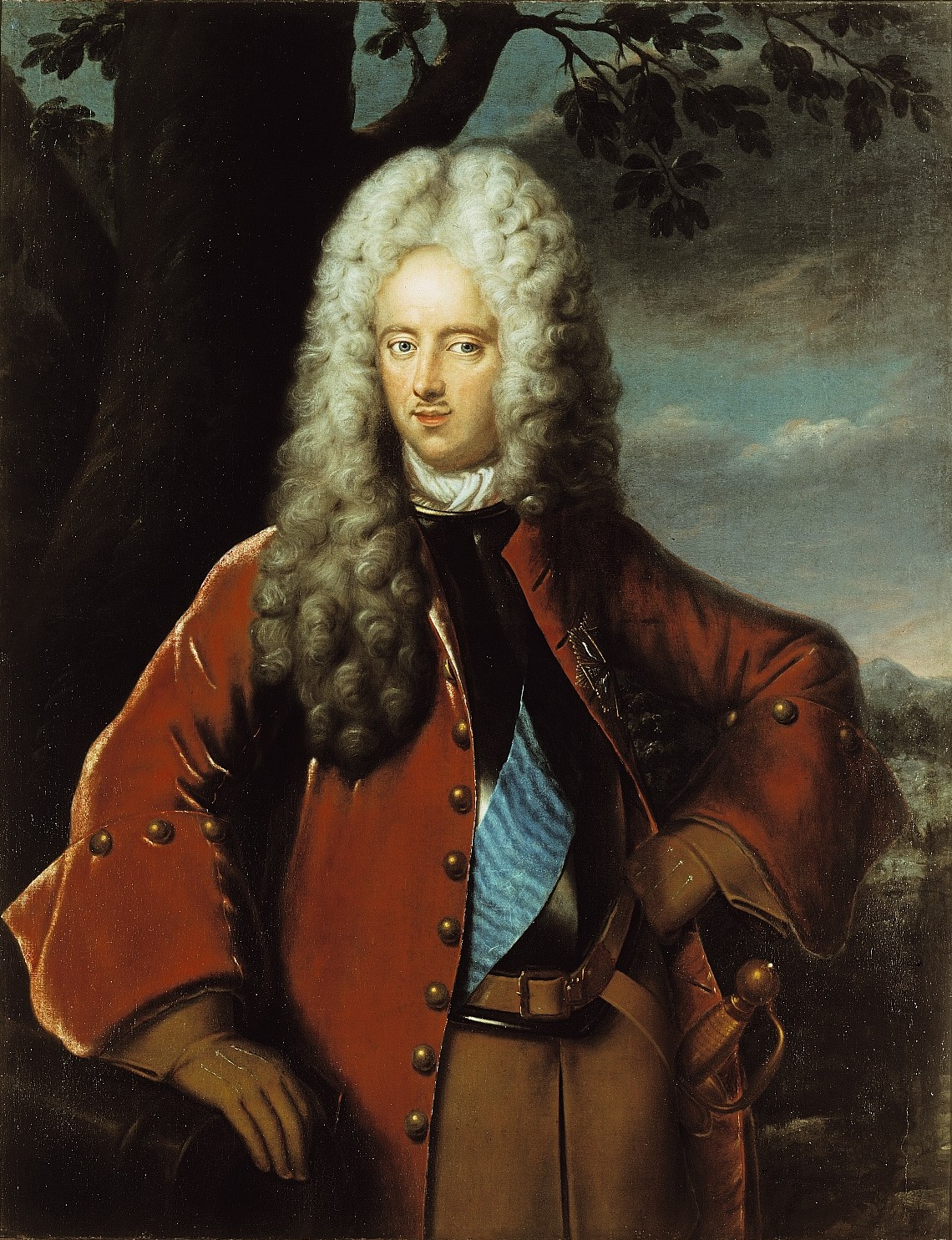
Joseph Anton Gabaleon von Wackerbarth-Salmour

- 1723–1727: Joseph Anton Gabaleon von Wackerbarth-Salmour
- 1727–1731: Gabriel von der Lieth (Geschäftsträger)
- 1733–1733: Friedrich Carl von Watzdorf

1733–1739: vakant
- 1740–1741: Johann Adolph von Loß
- 1741–1741: Christian von Loß
- 1741–1742: Heinrich von Bünau
- 1745–1745: Christian von Loß
- 1745–1748: Nikolaus Willibald von Gersdorff
- 1749–1751: Ludwig Siegfried Vitzthum von Eckstädt
- 1752–1764: August Heinrich Gottlob von Callenberg

...
- 1802–1832: Karl von Einsiedel (1770–1841)
- 1832–1842: Rudolf von Könneritz (1800–1870)
- 1842–1846: Friedrich Ferdinand von Beust (1809–1886)
- 1846–1850: Karl Adolf von Hohenthal-Knauthain (1811–1875)
- 1850–1864: Carl Gustav Adolf von Bose (1817–1893)
- 1864–1866: Hans von Könneritz (1820–1911)
- 1867–1874: Richard von Könneritz (1828–1910)
- 1874–1898: Oswald von Fabrice (1820–1898)
- 1898–1914: Heinrich August von Friesen (1847–1931)
- 1914–1918: Robert von Stieglitz (1865–1933)
- 1918–1923: Maximilian von Dziembowski

1923–1925: Zwischenzeitliche Schließung der Gesandtschaft
- 1925–1927: Johannes Georg Schmidt (1877–1927)

1927–1928: vakant
- 1928–1930: Johannes Erich Gottschald

1930: Auflösung der Gesandtschaft